# Pfarrkirche Oberhöflein

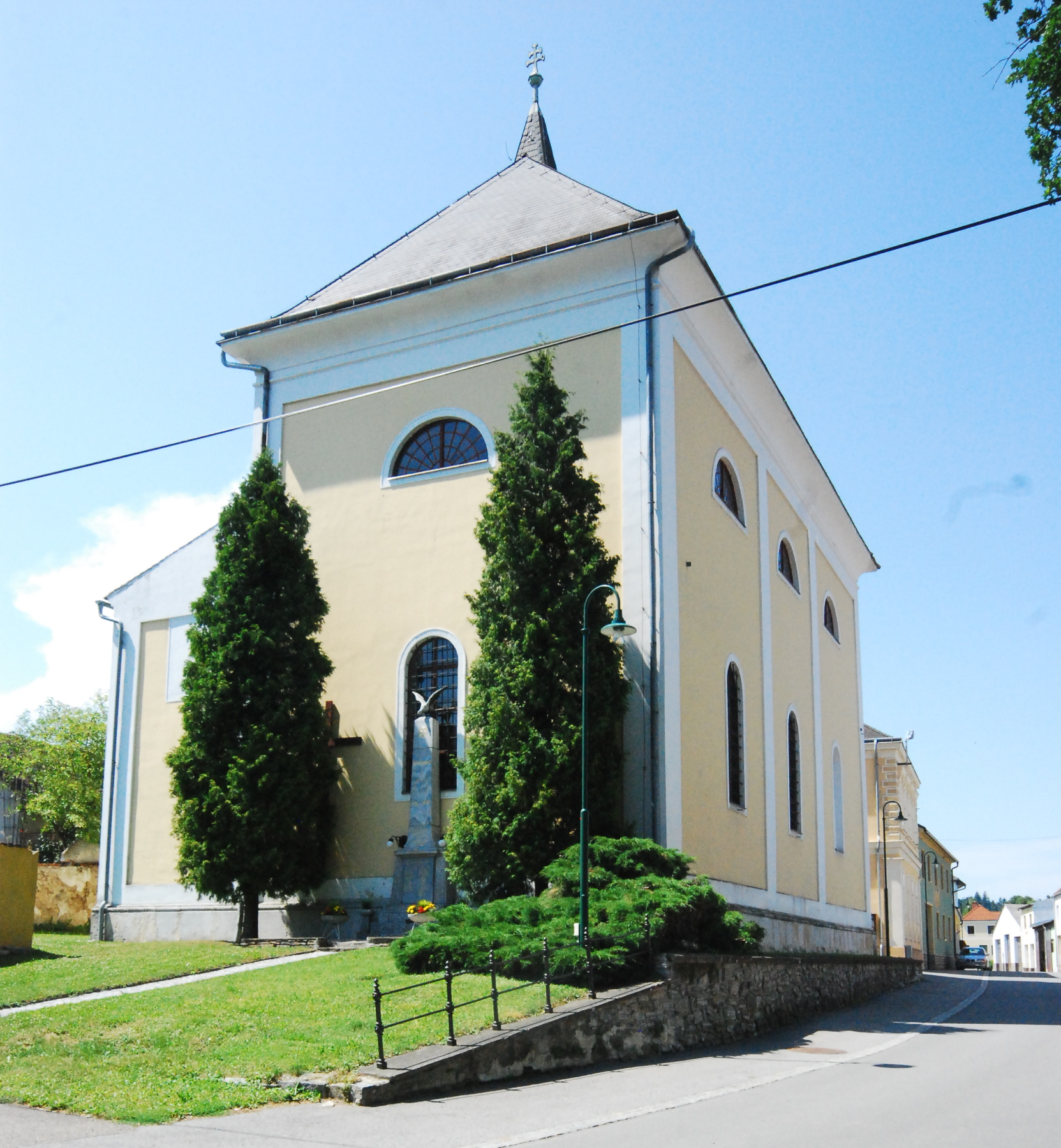
Katholische Pfarrkirche Hl. Dreifaltigkeit in Oberhöflein

Die römisch-katholische Pfarrkirche Oberhöflein steht in der Ortschaft Oberhöflein in der Marktgemeinde Weitersfeld im Bezirk Horn in Niederösterreich. Die dem Patrozinium Dreifaltigkeit unterstellte Pfarrkirche – dem Stift Geras inkorporiert – gehört zum Dekanat Geras in der Diözese St. Pölten. Die Kirche steht unter Denkmalschutz (Listeneintrag).

## Geschichte
1390 wurde eine Pfarre genannt. Von 1694 bis 1696 erfolgte ein Neubau der Kirche. Nach den Bränden 1724 und 1840 wurde die Kirche renoviert sowie zum letzten Mal 2013.

## Architektur
Der Kirchenbau ist einen hoher blockartiger Saalbau mit einem nicht differenzierten gerade geschlossenen Chor mit einem südwestlichen Turm und Sakristei- und Oratoriumsanbauten.
Das Kirchenäußere zeigt die Kirche mit einem umlaufenden gekehlten Sockel und einem östlich abgewalmten Satteldach, mit drei nördlichen Rundbogenfenstern und darüber Lünettenfenstern, die Fenster haben profilierte Steingewände, die unteren mit Steckgittern aus dem 18. Jahrhundert, östlich besteht eine ebensolche Fensterachse. Der westliche Portalvorbau trägt ein abgewalmtes Dach, über dem segmentbogigen Portalbogen befindet sich ein Wappen Suttner 1724. Die eisenbeschlagenen Türblätter sind mit B, S. 1840 bezeichnet. Der viergeschoßige Turm zeigt eine Putzfeldgliederung, in der Glockenzone Eckpilaster. Er trägt einen Pyramidenhelm.

## Ausstattung
Die Altäre entstanden 1724.
Die Orgel baute Joseph Gatto der Ältere 1827. Eine Glocke nennt Johann Baptist Dival 1728.